# Tungri
I Tungri furono una tribù germanica, stanziata nell'odierna Germania, che occupò il territorio a nord delle Ardenne, lungo le valli attraversate dalla Mosa.  Il loro villaggio principale fu insediato nell'attuale ubicazione della città di Tongeren, nella provincia del Limburgo, in Belgio.
Fornirono un gran numero di soldati all'esercito romano dell'Impero, tanto che le fonti registrano diverse unità ausiliarie che prendevano il proprio nome dai Tungri: l'ala I Tungrorum, l'ala I Tungrorum Frontoniana, l'ala I Asturum et Tugrorum, la cohors I Tungrorum milliaria, la cohors II Tungrorum milliaria equitata, la cohors III Tungrorum e la cohors IV Tungrorum milliaria.
La Notitia Dignitatum, un documento risalente al V secolo, registra la presenza di militari tungri in una coorte, disposta lungo il Vallo di Adriano, nel II secolo, rilevata già nel 69 al tempo di Tacito.
Tausius, il soldato romano che uccise l'imperatore romano Pertinace, era un Tungro.